# آرون هنری (بازیکن فوتبال)
آرون هنری (انگلیسی: Aaron Henry؛ زادهٔ ۳۱ اوت ۲۰۰۳) بازیکن فوتبال اهل بریتانیا است.
از باشگاه‌هایی که در آن بازی کرده‌است می‌توان به باشگاه فوتبال چارلتون اتلتیک اشاره کرد.
وی همچنین در تیم ملی فوتبال England U16 بازی کرده‌است.